# 993 Moultona
993 Moultona, asteroid glavnog pojasa. Otkrio ga je George Van Biesbroeck, 12. siječnja 1923.

## Vanjske poveznice
- Minor Planet Center